# Glaucopsyche diversa
Glaucopsyche diversa är en fjärilsart som beskrevs av De Sagarra 1926. Glaucopsyche diversa ingår i släktet Glaucopsyche och familjen juvelvingar. Inga underarter finns listade i Catalogue of Life.